# Joppidium discolor
Joppidium discolor là một loài tò vò trong họ Ichneumonidae.